# Eucera thoracica
Eucera thoracica là một loài Hymenoptera trong họ Apidae. Loài này được Spinola mô tả khoa học năm 1839.